# Hércules Grimaldi, Marquês de Baux
Hércules Grimaldi, Marquês de Baux (em francês:  Hercule Grimaldi, em italiano:  Ercole Grimaldi; Paris, 16 de Dezembro de 1623 - Monte Carlo, 2 de agosto de 1651) foi o único filho de Honorato II, Príncipe de Mônaco e de sua esposa, Hipólita Trivulzio.
Sendo filho único do Príncipe Honorato II, usou o título de Marquês de Baux, título Francês outorgado em 1642 pelo rei Luís XIII de França e usado, desde então, pelo herdeiro aparente do Principado do Mónaco.
Em 1641, Hércules desposou Aurélia Spinola (1630-1670), filha de Luca Spinola, 57.º Doge da República de Génova e Príncipe della Molietta e de Bellina Spínola, de quem teve seis filhos :
1. Luís I, Príncipe de Mônaco (1642-1701), que casou com Catarina Carlota de Gramont, com geração;
2. Hipólita Grimaldi (1644-1722), freira sob o nome de irmã Teresa-Maria;
3. Joana Maria Grimaldi (1645-1694) que casou com Carlo di Simiane, Marquês de Pianezze e de Livorno;
4. Lucas Francisco Maria Carlos Grimaldi (1648-1652);
5. Maria Teresa Grimaldi (1650-1723), chamada de Mademoiselle de Carlades, que casou com Sigismundo III d'Este, Marquês de San Martino, com geração;
6. Maria Pellina Grimaldi (nascida em 1651-1724) que casou em primeiras núpcias com André Imperiale, Príncipe de Francavila; e em segundas núpcias com Ambrósio, Marquês Doria.

Hércules, por ter falecido antes de seu pai, não herdou o título de Príncipe de Mônaco.